# バリューブックス
株式会社バリューブックス（英: VALUE BOOKS）とは、長野県上田市にある日本のオンライン書店、書籍の買取事業を行う企業である。
2007年に創業。オンライン書店バリューブックスを中心に書籍の販売・買取に関する業務などをおこなっている。

## 概要
2007年、中村大樹により設立。長野県上田市を拠点に、古本売買を主な事業とする。
古本の買取は宅配形式で行なっており、上田市の倉庫に届く古本は1日平均3万点である。買い取った書籍は、自社のオンラインストアで販売するほか、Amazonマーケットプレイスや楽天市場などの大手ECサイトにも出品している。2015年1月には上田市内にブックカフェNABOをオープンしており、同店内でも書籍を購入することができる。
2024年6月期の売上高は36億円。
社会貢献活動にも取り組んでおり、2024年10月には、社会的な責任を果たす企業を認証する「B コーポレーション」の認証を取得した。具体的には、古本の寄付を集めてNPOや大学の活動資金に換える事業（「チャリボン」）、二次流通における売上を出版社に還元するシステム（「バリューブックス・エコシステム」）、買い取ることができなかった“捨てたくない本”を保育園や学校、病院などに寄贈する「BOOK GIFT PROJECT」などを展開している。
2022年には、出版レーベルとしてバリュー・ブックス・パブリッシング（VALUE BOOKS PUBLISHING）を立ち上げた。

## 事業内容

### 古本の買取・販売、新刊本の販売
古本の買取は、VALUE BOOKSオンラインストア（会員登録制）またはVaboo（会員登録不要）を通じて受付。業界では珍しく、宅配買取の送料を有償としている（500円/箱）。送料を有料とすることで買い取れない本の割合を引き下げコストを削減し、その分だけ買取額を引き上げることで買取申込者に還元する仕組みである。なお、2025年現在、1日に届く古本は約3万点。このうち半分は値段をつけて再版し、残りの半分は古紙リサイクルやアウトレットでの格安販売などに回している。

### チャリボン（charibon）
古本の買取代金をそのままNPOや大学などの活動資金として寄付するサービス。通常の買取とは異なり、送料は無料となる。なお、寄付先は買取申込者が選択できる。

### BOOK GIFT PROJECT
値段がつかなかった古本を、保育園や小学校などに無償で提供するサービス。2018年2月からは、移動販売車「BOOKBUS（ブックバス）」で本を届けるプロジェクトも実施している。

### 出版事業
バリュー・ブックス・パブリッシングのレーベルのもとで、新刊本の出版や古本をリサイクルしたノートの制作を行なっている。

## 積読チャンネル
2024年1月、YouTubeチャンネル「積読チャンネル」を開設。
バリューブックス所属の書店員である飯田光平が話し手となり、おすすめの書籍を紹介する動画を配信している。聞き手は作家・YouTuberの堀元見。堀元が代表を務める株式会社pedanticが制作を請け負う。
開設当初は週1回の配信だったが、2024年6月頃より週2回配信（毎週月・金曜日17:00更新）となった。2024年9月には、同チャンネル発となるオンライン読書コミュニティ「積読サロン」を立ち上げた。
2024年の累計書籍販売数は13,542冊。2024年9月13日に配信された動画では、永田礼路の同人誌『螺旋じかけの海』を累計8,000冊販売した。また、同チャンネルで紹介したことをきっかけに、重版に至った書籍も多い。